# Касанов Паша Намазович
Паша Намазович Касанов (нар. 19 січня 1953, Тавричанка, Надеждинський район, Приморський край) — український футболіст. Єдиний півзахисник серед членів «Клубу Євгена Дерев'яги».

## Життєпис
Народився 19 січня 1953 року. В дитинстві його родина переїхала до Миколаєва. Футболом займався на дворовому рівні. В 17 років був присутнім на одному з тренерувань дублюючого складу місцевого «Суднобудівника». За браком виконавців, очільник команди запропонував Касанову взяти участь у тренувальному матчі. По його завершенні став набувати футбольної майстерності у дублі миколаївського клубу.
Після вдалого виступу молодих гравців «Суднобудівника» на першості СРСР, у своїй віковій групі, був зарахований старшим тренером Євгеном Лемешком до основного складу. Строкову військову службу проходив у одеському СКА. Після демобілізації отримав пропозиції відразу від трьох клубів: «Колоса» з Нікополя, рідного «Суднобудівника» і вінницького «Локомотива». Паша Касанов розглядав усі пропозиції, але врахувавши всі обставини, став гравцем вінницької команди.
У складі «Локомотива» дебютував проти «Суднобудівника», відзначився забитим м'ячем у ворота колишньої команди. За вінницький клуб виступав протягом наступних 14 сезонів. У 1984 році команда перемогла в українській зоні другої ліги (стала чемпіоном УРСР), тренував тоді команду Юхим Школьников. Ще двічі «Нива» займала другі місця (1981, 1985) і один раз третє (1983). Отримав звання «Майстер спорту СРСР» Разом з Сергієм Шевченком є найкращим бомбардиром клубу в українській зоні другої ліги СРСР (по 127 голів). Рекордсмен вінницької команди майстрів за результативністю у всіх матчах — 142 забитих м'яча (чемпіонат УРСР, перехідні матчі за путівки до першої ліги, кубок СРСР і міжнародні матчі). Провів найбільше матчів за «Ниву» в другій лізі (513).
Більшість сезону 1987 захищав кольори запоріжського «Металурга», який виступав у першій лізі, але наприкінці року повернувся до Вінниці. Останній сезон ігрової кар'єри провів у складі житомирського «Полісся». Наостанок здобув кубок УРСР 1990 року (провів 5 матчів, 1 гол).
Тривалий час працював на різних посадах у вінницькій «Ниві». Влітку 1996 року очолив команду, яка того сезону дебютувала в єврокубках. Фіналіст кубка України у першому раудні здолав естонський «Садам», але нічого не зумів протиставити швейцарському «Сьйону». Згодом і на внутрішній арені справи в подолян погіршилися, й восени наступного року тренера звільнили.
Залишивши клуб, Касанов не облишив футбол — заснував дитячу школу «Світанок». 2008 року був одним з ініціаторів відродження вінницької «Ниви».

## Досягнення
- Чемпіон УРСР (1): 1984
- Срібний призер (2): 1981, 1985
- Бронзовий призер (1): 1983
- Володар кубка УРСР (1): 1990

## Статистика
| Сезон                | Команда                | Ліга                 | Ігри | Голи |
| -------------------- | ---------------------- | -------------------- | ---- | ---- |
| 1976                 | «Суднобудівник»        | D3                   | 1    |      |
| 1976                 | «Локомотив» (Вінниця)  | D3                   | 18   | 1    |
| 1977                 | «Локомотив» (Вінниця)  | D3                   | 42   | 5    |
| 1978                 | «Локомотив» (Вінниця)  | D3                   | 44   | 10   |
| 1979                 | «Нива» (Вінниця)       | D3                   | 34   | 5    |
| 1980                 | «Нива» (Вінниця)       | D3                   | 40   | 11   |
| 1981                 | «Нива» (Вінниця)       | D3                   | 44   | 10   |
| 1982                 | «Нива» (Вінниця)       | D3                   | 46   | 16   |
| 1983                 | «Нива» (Вінниця)       | D3                   | 47   | 27   |
| 1984                 | «Нива» (Вінниця)       | D3                   | 40   | 9    |
| 1985                 | «Нива» (Вінниця)       | D3                   | 40   | 17   |
| 1986                 | «Нива» (Вінниця)       | D3                   | 34   | 4    |
| 1987                 | «Металург» (Запоріжжя) | D2                   | 27   | 2    |
| 1987                 | «Нива» (Вінниця)       | D3                   | 2    | 1    |
| 1988                 | «Нива» (Вінниця)       | D3                   | 48   | 1    |
| 1989                 | «Нива» (Вінниця)       | D3                   | 44   | 11   |
| 1990                 | «Полісся» (Житомир)    | D3                   | 22   | 11   |
| Усього в другій лізі | Усього в другій лізі   | Усього в другій лізі | 544  | 140  |
| Усього за кар'єру    | Усього за кар'єру      | Усього за кар'єру    | 571  | 142  |